# 밀워키 저널 센티널
《밀워키 저널 센티널》(Milwaukee Journal Sentinel)은 미국 위스콘신주 밀워키에서 발행되는 일간 아침 신문으로, 개닛이 소유하고 있다.